# Casa Blanxart (Terrassa)
La Casa Blanxart és un edifici del centre de Terrassa, situat al carrer de la Font Vella i protegit com a bé cultural d'interès local.

## Descripció
És un edifici entre mitgeres, format per planta baixa i dos pisos. L'accés als pisos superiors es realitza a través d'una escala central amb lluerna. La façana presenta dues obertures per planta, totes allindanades. A la planta baixa hi ha la porta d'accés i una finestra, i als pisos superiors, balcons amb voladís comú. El conjunt mostra elements decoratius del vocabulari clàssic: columnes amb capitell compost, mènsules, etc.

## Història
L'edifici va ser bastit l'any 1892. És obra de l'arquitecte Rafael Puig i Puig. Posteriorment va patir un procés de remodelació per habilitar-lo a l'ús comercial.